# −1 (število)
−1 (minus ena) je celo število, ki je nasprotno številu 1, torej velja −1 + 1 = 0. −1 je največje negativno celo število.

## V matematiki
Število −1 ima nekaj podobnih in nekaj drugačnih lastnosti od števila 1. −1 je lahko enota za množenje, če predznak ni pomemben:
{\displaystyle (-1)\cdot x=-x\;.}
Po definiciji je x−1 = 1/x, potenciranje z eksponentom −1 torej pomeni obratno vrednost števila.
Kvadrat imaginarne enote je −1:
{\displaystyle {i}^{2}=-1\;.}
Število −1 je povezano z Eulerjevo enačbo:
{\displaystyle e^{i\pi }=-1\;.}
−1 je ena od treh možnih vrednosti, ki jih lahko vrne Möbiusova funkcija. Če je celo število deljivo brez kvadrata z lihim številom različnih prafaktorjev, je vrednost Möbiusove funkcije −1.

## V računalništvu
Število −1 (pravzaprav vsa negativna števila) je v pomnilniku običajno predstavljeno z dvojiškim komplementom. Če imamo za zapis števila predvidenih osem bitov je −1 = 1111111 2 = FF 16...

## Drugje
- leto 1 pr. n. št.